# Maja brachydactyla
Espèce
Maja brachydactyla, la grande araignée de mer, est une espèce de crabes de la famille des majidés. Des deux grandes espèces d'araignées de mer exploitées en Europe, elle est celle qui occupe les côtes atlantiques. Longtemps confondue avec l'espèce méditerranéenne sous le nom de Maja squinado elle en fut distinguée sur des bases morphologiques en 1922 puis génétiques en 2008.
Les araignées de mer sont avec le tourteau Cancer pagurus les plus grands crabes véritables des eaux européennes. Le Crabe royal du Kamtchatka, une espèce envahissante en Norvège, est bien plus grand mais n'est pas un crabe à proprement parler. De ce fait, elles font l'objet d'une importante activité de pêche. Le développement économique de cette pêcherie a toutefois été plus tardif pour Maja brachydactyla que pour l'espèce méditerranéenne : elle n'a commencé à prendre de l'ampleur qu'à partir des années 1950.

## Historique
Les populations méditerranéennes et atlantiques d'araignées de mer ont été confondues sous le nom de Maja squinado jusqu'en 1998, date à laquelle il fut suggéré de valider leur séparation sur des bases morphologiques et biométriques, sous un nom proposé par Heinrich Balss en 1922.
Une étude génétique récente (2008) prenant en compte trois des quatre espèces de Méditerranée et de l'Atlantique du nord-est (seule M. goltziana n'a pas été examinée) a permis de confirmer ce point de vue, chacun des trois taxons formant un groupe monophylétique : alors que la variabilité au sein des espèces présumées reste extrêmement faible, les divergences génétiques entre espèces sont fortes, du même ordre de grandeur que celles ordinairement observées entre espèces de crustacés.

## Répartition géographique
Maja brachydactyla est exclusivement cantonnée aux eaux tempérées de l'est Atlantique. Son aire de répartition principale s'étend de la Manche est et de l'ouest de l'Irlande au Sahara occidental. Alors qu'elle est abondante, et souvent exploitée au sein de cette zone, elle se raréfie très rapidement dès que les limites en sont franchies, que ce soit vers le sud ou vers le nord.
Au nord de l'aire principale, elle est rare ou occasionnelle en mer d'Irlande, en Écosse, dans toute la mer du Nord, en Belgique, aux Pays-Bas et en Allemagne (1 exemplaire récolté à Heligoland).

## Référence
- Balss, 1922 : Crustacea VII: Decapoda Brachyura (Oxyrhyncha und Brachyrhyncha) und geographische Übersicht über Crustacea Decapoda. Beiträge zur Kenntnis der Meeresfauna Westafrikas, p. 69-110 (texte original).